# Euphylidorea phaeostigma
Euphylidorea phaeostigma är en tvåvingeart som först beskrevs av Theodor Emil Schummel 1829.  Euphylidorea phaeostigma ingår i släktet Euphylidorea och familjen småharkrankar. Arten är reproducerande i Sverige. Inga underarter finns listade i Catalogue of Life.